# Agolada
Agolada – gmina w Hiszpanii, w prowincji Pontevedra, w Galicji, o powierzchni 147,85 km². W 2011 roku gmina liczyła 2803 mieszkańców.